# 庫馬納科阿
庫馬納科阿（西班牙語：Cumanacoa），是委內瑞拉的城市，位於該國北部蘇克雷州，是蒙特斯市的首府，人口2,300，亞歷山大·馮·洪保德在1799年9月曾到訪該城市。